# For the First Time (The Script)
For the First Time è un brano musicale del gruppo irlandese alternative rock The Script. Scritto dai componenti della band Danny O'Donoghue e Mark Sheehan, è il primo singolo estratto dal loro secondo album di inediti, Science & Faith.
Ha riscosso un buon successo in Europa, arrivando primo in Irlanda nella classifica dei singoli più venduti, e quarto in Regno Unito.
Nel video di For the First Time compare anche Eve Hewson, figlia di Bono. Gli U2, infatti, ritengono che gli Script siano i loro eredi.

## Tracce
CD singolo
1. For The First Time – 4:11
2. Breakeven (Live At Shepherd's Bush Empire) – 4:58

Download digitale
1. For The First Time – 4:11
2. For the First Time (Music Video) – 4:58

## Classifiche
| Classifica (2010) | Posizione massima |
| ----------------- | ----------------- |
| Australia         | 12                |
| Belgio (Fiandre)  | 52                |
| Belgio (Vallonia) | 63                |
| Danimarca         | 39                |
| Germania          | 83                |
| Irlanda           | 1                 |
| Italia            | 26                |
| Paesi Bassi       | 25                |
| Regno Unito       | 4                 |
| Svizzera          | 37                |

### Classifiche di fine anno
| Classifica (2011) | Posizione |
| ----------------- | --------- |
| Stati Uniti       | 66        |